# Liste von Seen in Deutschland/X–Z

## X
| Name             | Stadt/Landkreis | Land                | Fläche in km² |
| ---------------- | --------------- | ------------------- | ------------- |
| Xantener Nordsee | Xanten          | Nordrhein-Westfalen | 1,1           |
| Xantener Südsee  | Xanten          | Nordrhein-Westfalen | 1,1           |

## Z
| Name                     | Stadt/Landkreis            | Land                   | Fläche in km² |
| ------------------------ | -------------------------- | ---------------------- | ------------- |
| Zahrener See             | Gallin-Kuppentin           | Mecklenburg-Vorpommern | 0,669         |
| Zahrensee                | Wokuhl-Dabelow             | Mecklenburg-Vorpommern |               |
| Zansen                   | Feldberger Seenlandschaft  | Mecklenburg-Vorpommern | 1,66          |
| Zeesener See             | Königs Wusterhausen        | Brandenburg            |               |
| Zeller See               | Radolfzell am Bodensee     | Baden-Württemberg      |               |
| Zepernicksee             | Falkenberg/Elster          | Brandenburg            |               |
| Zernowsee                | Werder (Havel)             | Brandenburg            |               |
| Zernsdorfer See          | Königs Wusterhausen        | Brandenburg            |               |
| Zethener See             | Schwarz                    | Mecklenburg-Vorpommern |               |
| Zeuthener See            | Berlin, Eichwalde, Zeuthen | Berlin, Brandenburg    | 2,33          |
| Ziegeleisee              | Berlin                     | Berlin                 | 0,047         |
| Ziegelsee                | Schwerin                   | Mecklenburg-Vorpommern | 3,00          |
| Zierker See              | Neustrelitz                | Mecklenburg-Vorpommern | 3,47          |
| Ziernsee                 | Wesenberg                  | Mecklenburg-Vorpommern | 1,1           |
| Zierzsee                 | Roggentin                  | Mecklenburg-Vorpommern |               |
| Zieselsmaar              | Erftstadt                  | Nordrhein-Westfalen    | 0,058         |
| Ziestsee                 | Bindow                     | Brandenburg            | 0,5           |
| Ziestsee                 | Friedersdorf               | Brandenburg            |               |
| Zillmannsee              | Kargow                     | Mecklenburg-Vorpommern |               |
| Zotzensee (Mirow)        | Mirow                      | Mecklenburg-Vorpommern | 1,32          |
| Zotzensee (Havel)        | Roggentin                  | Mecklenburg-Vorpommern | 0,923         |
| Zülowseen                | Rangsdorf                  | Brandenburg            |               |
| Zülpicher Wassersportsee | Zülpich                    | Nordrhein-Westfalen    | 0,85          |
| Zwillingssee             | Brühl                      | Nordrhein-Westfalen    |               |
| Zwischenahner Meer       | Bad Zwischenahn            | Niedersachsen          | 5,5           |